# Grens tussen Egypte en de Gazastrook

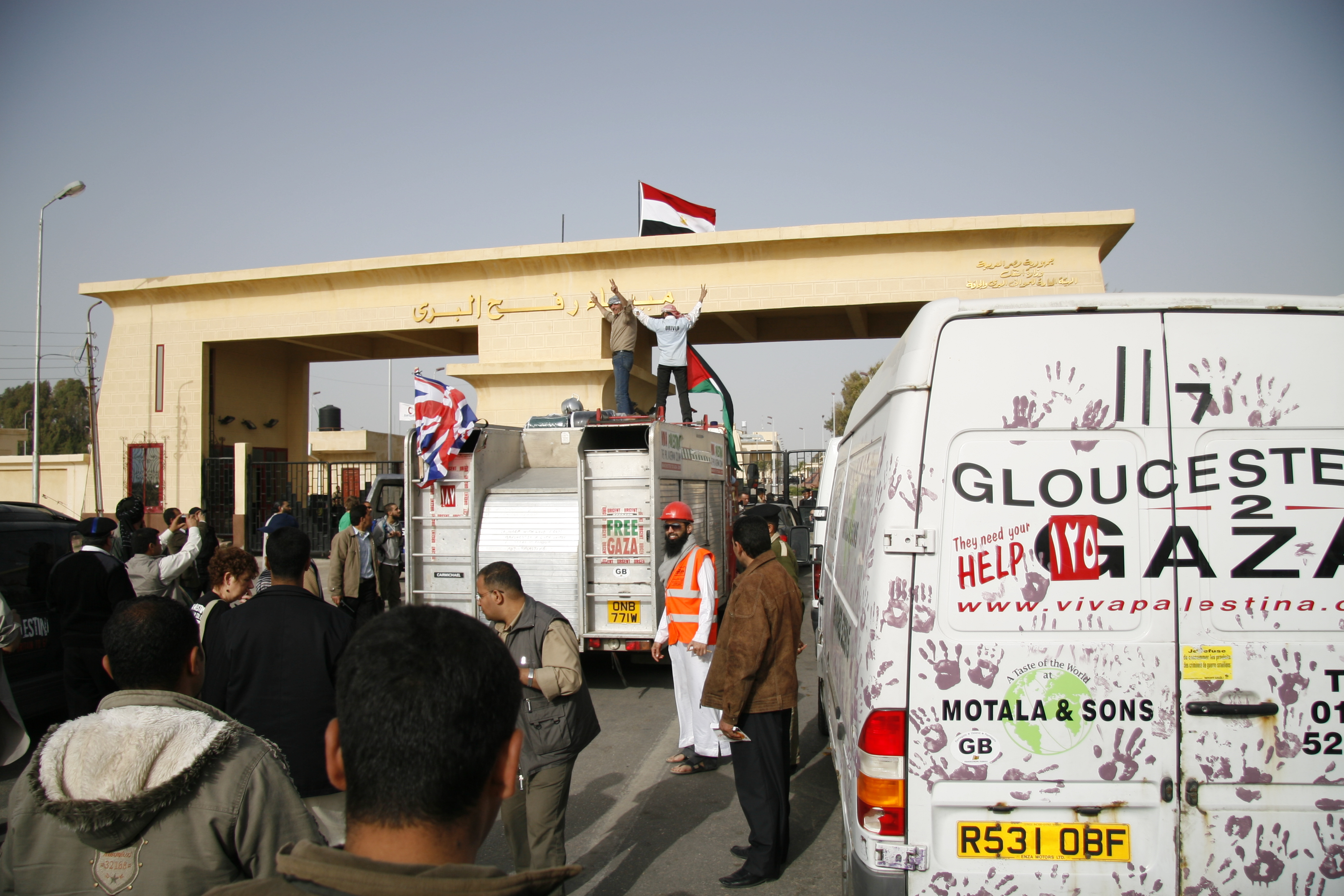
De grens bij Rafah

De grens tussen Egypte en de Gazastrook is een 12 kilometer lange grens.
In 1979 ondertekenden Israël en Egypte de Camp Davidakkoorden waarin Israël de Sinaïwoestijn, die een grens heeft met de Gazastrook, teruggaf aan Egypte, maar de Gazastrook militair bezet hield onder de bepalingen van de Vierde Geneefse Conventie. Een 100 meter lange bufferzone tussen Egypte en de Gazastrook maakte onderdeel uit van dit vredesverdrag

## De grens bij Rafah
Op de grens ligt de stad Rafah, door de bufferzone en latere muur verdeeld in een Egyptisch deel in het noorden van de Sinaï en de stad Rafah in de Gazastrook in het Gouvernement Rafah, met een Palestijns vluchtelingenkamp langs de grens.
Tot 2000 bestond de grens uit een 2,5 tot 3 meter hoog hekwerk van prikkeldraad. Door het Israëlische defensieleger werd tot 2003 de bufferzone 80 à 90 meter binnen de grens in de Gazastrook verbreed door vernietiging van 14 tot 48 huizen per maand in Rafah en werd daar vervolgens een acht meter hoge metalen muur van 1,6 kilometer lengte gebouwd
In 2004 werden -volgens Israël een militaire noodzaak- nog eens honderden huizen in Rafah verwoest tijdens grootschalige invallen door het Israëlische leger (IDF), waarbij grote aantallen burgers werden gedood of gewond. De bufferzone werd langzamerhand uitgebreid tot 400 meter vanaf de grens.
Na het conflict in de Gazastrook 2008-2009 begon Egypte met de bouw van een hoge stalen muur op de grens, die tot ruim 18 meter onder de grond reikte om smokkel tegen te gaan.
Na gewelddadigheden in Egypte in 2013 werd de belangrijkste grensovergang van Rafah voor onbepaalde tijd door Egypte gesloten.
In oktober 2014, na een aanslag van terroristen in de Sinaï, waarbij 31 Egyptische soldaten om het leven kwamen, maakte de Egyptische president Abdul Fatah al-Sisi bekend de bufferzone uit te breiden tot 500 meter. Na het ontdekken van smokkeltunnels naar Egypte werd deze verbreed tot 1000 meter. Het Egyptische leger sloopte bij deze laatste verbreding meer dan 1200 huizen. 
Mogelijk wordt de bufferzone later nog verder uitgebreid tot 1500 of 2000 meter.
Hoogwaardigheidsbekleders uit Qatar die voor de opbouw en humanitaire hulp na het Conflict in de Gazastrook 2014 via Egypte de Gazastrook binnen wilden komen, kregen hiervoor tot twee jaar daarna geen toestemming en moesten daardoor via Israël reizen. Egypte zegt dat Israël, als bezettende macht verantwoordelijk is voor de Gazastrook. Bovendien voert Egypte aan dat het de veiligheid dient bij de grens van Gaza met de Sinaï.   Israël heeft sinds 1992 aan mensenrechtenorganisaties als Human Rights Watch, ernstige beperkingen opgelegd voor toegang tot en verlaten van de Gazastrook. Tot 2016 was de toegang voor hen gesloten sinds 2008, en bij uitzondering, slechts een keer toegestaan. Israël beweert dat openstelling ervan de veiligheid van Israël in gevaar brengt, en dat zijn verplichtingen jegens Gaza alleen voor uitzonderlijke humanitaire omstandigheden geldt, en dat dat niet geldt voor mensenrechten-werkers. Onder internationaal recht, zoals artikel 43 van de Haagse Conventie, is Israël als bezetter gehouden de burgersamenleving normaal te laten functioneren, inclusief (mensenrechten)organisaties en hun activiteiten.   

## Philadelphicorridor
De “Philadelphicorridor”, ook wel “Philadelphi Route” genoemd, is de Israëlische codenaam voor de smalle (12-14 km) grensstrook tussen Egypte en de Gazastrook. Na de eenzijdige terugtrekking van Israël uit de Gazastrook in 2005 werd het Philadelphi-akkoord met Egypte gesloten, dat Egypte toestemming gaf om 750 grenswachten langs de route in te zetten om aan Egyptische zijde te patrouilleren. De Palestijnse kant van de grens werd gecontroleerd door de Palestijnse Autoriteit, tot de overname door Hamas in 2007. Een van de doelen van de Philadelphi-corridor was het voorkomen van het verkeer van illegale materialen (waaronder wapens en munitie) en mensen tussen Egypte en de Gazastrook. Tijdens de Oorlog Hamas-Israël bezette het Israëlisch leger in mei 2024 de hele Philadelphi Corridor.  